# Fordson Thames 7V
Fordson Thames 7V — серия среднетоннажных грузовых автомобилей, выпускавшихся компанией Ford с 1937 по 1949 год.

## История
Fordson Thames 7V впервые был представлен в 1937 году. Автомобиль является преемником Ford Model BB.
Грузоподъёмность автомобиля варьировалась до 5 тонн. Thames 7V обеспечивал манёвренность в городских условиях. Автомобиль выпускался с двумя разными колёсными базами. Также существовали шасси для установки различных надстроек. Во времена Второй мировой войны Fordson 7V был самым распространённым пожарным автомобилем.
Автомобиль оснащался 3,6-литровым двигателем Ford Flathead V8 мощностью 85 л. с., который сочетался в паре с трёхступенчатой (опционально четырёхступенчатой) механической трансмиссией и карданным валом.
Ранние Fordson 7V, выпущенные в 1937—1938 годах, имели изогнутую округлую радиаторную решётку. После окончания Второй мировой войны автомобиль претерпел ряд изменений, наиболее заметным из которых стала доработка тормозной системы.
С 1948 года автомобиль Fordson Thames 7V опционально оснащался 4,7-литровым двигателем мощностью 45 л. с. До середины 1949 года автомобили выпускались в Дагенеме.